# Макроикономически модел
Макроикономически модел e аналитичен инструмент, предназначен да опише оперирането на икономиката на дадена страна или регион. Тези модели са обикновено създадени да изследват динамиката на агрегираните количества като общо количество на благата и услугите, които са произведени, спечелен общ доход, ниво на използване на продуктивни ресурси и ниво на цените.
|  | Тази страница частично или изцяло представлява превод на страницата Macroeconomic model в Уикипедия на английски. Оригиналният текст, както и този превод, са защитени от Лиценза „Криейтив Комънс – Признание – Споделяне на споделеното“, а за съдържание, създадено преди юни 2009 година – от Лиценза за свободна документация на ГНУ. Прегледайте историята на редакциите на оригиналната страница, както и на преводната страница, за да видите списъка на съавторите. ВАЖНО: Този шаблон се отнася единствено до авторските права върху съдържанието на статията. Добавянето му не отменя изискването да се посочват конкретни източници на твърденията, които да бъдат благонадеждни. |